# Élection présidentielle tunisienne de 1969
L'élection présidentielle tunisienne de 1969, la troisième du genre à se tenir en Tunisie, est organisée le 2 novembre 1969, le même jour que les législatives. Au moment de cette élection, le Parti socialiste destourien est le parti unique du pays, dont le candidat Habib Bourguiba, président sortant et seul candidat à ce scrutin, est élu avec 100 % des voix.

## Résultats détaillés
| Inscrits                      | Inscrits                                    | ?         |                |        |  |  |  |
| Votants                       | Votants                                     | 1 367 122 | ?              |        |  |  |  |
| suffrages exprimés            | suffrages exprimés                          | 1 363 939 |                | 99,8 % |  |  |  |
| bulletins blancs ou nuls      | bulletins blancs ou nuls                    | 3 183     |                | 0,2 %  |  |  |  |
| Abstentions                   | Abstentions                                 | ?         | ?              |        |  |  |  |
|                               |                                             |           |                |        |  |  |  |
|                               | Candidat Parti politique                    | Voix      | % des exprimés |        |  |  |  |
|                               | Habib Bourguiba Parti socialiste destourien | 1 363 939 | 100 %          |        |  |  |  |
| Sources : Elections in Africa |                                             |           |                |        |  |  |  |